# Гайский район
Га́йский райо́н — административно-территориальная единица (район) в  Оренбургской области России.
В 2016 году в рамках организации местного самоуправления, в его границах вместе с городом Гай и посёлком Калиновка был преобразован в  единое муниципальное образование Гайский городской округ,  образованное вместо упразднённых одноимённых муниципального района и городского округа города Гай.
Административный центр — город Гай (в составе района не выделяется).

## География
Район расположен в восточной части Оренбургской области и занимает территорию площадью 2,96 тыс. км². Протяженность территории района с севера на юг составляет 120 км, с запада на восток — 59 км.
На западе район граничит с Кувандыкским районом, на востоке — с Кваркенским и Новоорским районами области. Северная граница района примыкает к территории республики Башкортостан. На юге на 33 км 830 м протянулась государственная граница с Казахстаном. С юго-востока к округу примыкают территории, подчиненные администрациям городов Орска и Новотроицка.

## История
Район несколько раз менял название и 3 ноября 1960 года на основании Указа Верховного Совета РСФСР — Халиловский район был окончательно переименован в Гайский. 3 апреля 1959 года к нему был присоединён Новопокровский район.
9 марта 2005 года в соответствии с Законом Оренбургской области № 1922/359-III-ОЗ муниципальное образование город Гай наделено статусом городского округа, а Гайский район наделён статусом муниципального района.
С 1 января 2006 до 1 января 2016 года в муниципальном районе выделялось 8 муниципальных образований со статусом сельских поселений (соответствовали сельсоветам).
1 января 2016 года в соответствии с Законом Оренбургской области от 15 декабря 2014 года № 2825/782-V-ОЗ муниципальные образования Гайский район и все сельские поселения преобразованы путём объединения с городским округом город Гай в муниципальное образование Гайский городской округ.
Гайский район как административно-территориальная единица сохраняет свой статус.
В декабре 2018 года общественное движение «Свободный Идель-Урал» призвало власти Республики Башкортостан инициировать вопрос о передаче Гайского и Кувандыкского районов Оренбургской области в состав Республики Башкортостан, так как в них значительную долю населения составляют башкиры.

## Население
Район (сельское население)
| 2002    | 2003    | 2004    | 2006    | 2007    | 2008    | 2009    |
| ------- | ------- | ------- | ------- | ------- | ------- | ------- |
| 12 188  | ↘12 100 | ↘11 900 | ↘11 300 | ↘11 100 | ↘10 900 | ↘10 869 |
| 2010    | 2012    | 2013    | 2014    | 2015    |         |         |
| ↘10 331 | ↘10 047 | ↘9791   | ↘9563   | ↘9419   |         |         |

### Национальный состав
По данным переписи населения 1939 года из 19 200 человек: русские — 41 % или 7 863 чел., украинцы — 35,9 % или 6 883 чел., башкиры — 11,8 % или 2 262 чел.
Башкирские населенные пункты — Ишкинино, Ижберда, Малохалилово, Нарбулатово, Старохалилово, Нововоронежский. Татарские населенные пункты — Гайнулино, Узембаево(татаро-башкирское). Русско-башкирские — Хмелевка, Халилово.

## Территориальное устройство
Гайский район включает 8 сельсоветов (которые в 2006—2016 гг. составляли одноимённые муниципальные образования):
1. Губерлинский сельсовет. Центр - село Хмелевка
2. Ириклинский сельсовет. Центр — посёлок Ириклинский
3. Камейкинский сельсовет. Центр - село Камейкино
4. Колпакский сельсовет. Центр - село Колпакское
5. Новониколаевский сельсовет. Центр - село Новониколаевка
6. Новопетропавловский сельсовет. Центр - село Новопетропавловка
7. Репинский сельсовет. Центр - село Репино
8. Халиловский поссовет. Центр - посёлок Халилово

Городу Гай также подчинён Калиновский поссовет (включающий один посёлок Калиновка).

## Населённые пункты
В составе района выделяются 33 сельских населённых пункта (без города Гай и подчинённого ему посёлка Калиновка Калиновского поссовета).
| №  | Населённый пункт  | Тип населённого пункта | Население |
| -- | ----------------- | ---------------------- | --------- |
| 1  | Банное            | село                   | 320       |
| 2  | Белошапка         | село                   | 136       |
| 3  | Вишнёвое          | село                   | 339       |
| 4  | Воскресенка       | село                   | 10        |
| 5  | Гайнулино         | посёлок                | 137       |
| 6  | Ижберда           | деревня                | 170       |
| 7  | Ириклинский       | посёлок                | ↘1005     |
| 8  | Ишкинино          | деревня                | 203       |
| 9  | Казачья Губерля   | село                   | ↘148      |
| 10 | Камейкино         | село                   | 408       |
| 11 | Колпакское        | село                   | 808       |
| 12 | Лылово            | посёлок                | ↘296      |
| 13 | Малохалилово      | деревня                | 62        |
| 14 | Нарбулатово       | посёлок                | 296       |
| 15 | Новоактюбинск     | село                   | 54        |
| 16 | Нововоронежский   | посёлок                | 356       |
| 17 | Новокиевка        | село                   | 155       |
| 18 | Новониколаевка    | село                   | 1000      |
| 19 | Новопетропавловка | село                   | 494       |
| 20 | Новочеркасское    | село                   | 203       |
| 21 | Писаревка         | село                   | 366       |
| 22 | Пласковское       | село                   | 165       |
| 23 | Поповка           | посёлок                | 409       |
| 24 | Репино            | посёлок                | ↘738      |
| 25 | Рождественка      | посёлок                | 4         |
| 26 | Саверовка         | посёлок                | 317       |
| 27 | Старохалилово     | деревня                | 315       |
| 28 | Терекла           | село                   | 103       |
| 29 | Узембаево         | деревня                | 135       |
| 30 | Уральск           | село                   | 225       |
| 31 | Халилово          | посёлок                | ↘649      |
| 32 | Херсон            | посёлок                | ↗65       |
| 33 | Хмелёвка          | село                   | 225       |

В состав городского округа входят 35 населённых пунктов, в том числе 1 город Гай и 34 сельских населённых пункта.

## Упразднённые населённые пункты
23 января 1998 года были упразднены хутора Известковый (Оренбургская область), Горюн (Оренбургская область) , Климовка (Оренбургская область) и Молостово (Оренбургская область) .
4 января 2005 года были упразднены посёлок Калиновка и хутора Брынзозавод, Вязовка, Крутенький, Сучково Ущелье, Верхняя Сухоречка, Мокрый Дол.

## Экономика
Гайский район сельскохозяйственный. Производством продукции растениеводства и животноводства занимаются сельскохозяйственные предприятия и 50 крестьянских (фермерских) хозяйств. Производство яйца и комбикормов СПК "Птицефабрика Гайская"

## Археология
В Гайском городском округе находятся курганные могильники Ишкининский I, Ишкининский II, Хмелевский и Мало-Каялинский. Также памятником археологии является Ишкининский рудник.

### Палеогенетика
У представителя ямной культуры из Ишкиновки (Аулганское ущелье, 5300 — 4700 лет назад) была определена Y-хромосомная гаплогруппа R1b.